# ÖFB-Cup 1982-1983
La ÖFB-Cup 1982-1983 è stata la 49ª edizione della coppa nazionale di calcio austriaca.

## Ottavi di finale
| Squadra 1     | Risultato       | Squadra 2      |
| ------------- | --------------- | -------------- |
| 11 marzo 1983 |                 |                |
| LASK          | ? - ? (3-1 dtr) | Austria Vienna |
| 12 marzo 1983 |                 |                |
| Admira/Wacker | 2 - 0           | Kapfenberger   |
| Floridsdorfer | 1 - 2           | Rapid Vienna   |
| SSW Innsbruck | 1 - 0           | Union Wels     |
| Salzburger AK | 0 - 2           | Simmering      |
| Sturm Graz    | 3 - 1           | Grazer AK      |
| VÖEST Linz    | 5 - 1           | Gmunden        |
| First Vienna  | 2 - 0           | Mittersill     |

## Quarti di finale
| Squadra 1     | Risultato | Squadra 2     |
| ------------- | --------- | ------------- |
| 22 marzo 1983 |           |               |
| Sturm Graz    | 2 - 0     | VÖEST Linz    |
| Admira/Wacker | 5 - 1     | Simmering     |
| Rapid Vienna  | 2 - 0     | LASK          |
| First Vienna  | 0 - 1     | SSW Innsbruck |

## Semifinale
| Squadra 1     | Risultato       | Squadra 2     |
| ------------- | --------------- | ------------- |
| 29 marzo 1983 |                 |               |
| Rapid Vienna  | 5 - 3 (dts)     | Sturm Graz    |
| SSW Innsbruck | ? - ? (4-3 dtr) | Admira/Wacker |

## Finale
| Squadra 1      | Risultato | Squadra 2     |
| -------------- | --------- | ------------- |
| 19 aprile 1983 |           |               |
| Rapid Vienna   | 3 - 0     | SSW Innsbruck |
| 3 maggio 1983  |           |               |
| SSW Innsbruck  | 0 - 5     | Rapid Vienna  |